# Ngultrum
Ngultrum er valutaen i landet Bhutan og har været det siden 1974. Valutaen er inddelt i 100 chhertum. 
| Mønter i omløb: - 5 Chertrum - 10 Chertrum - 20 Chertrum - 25 Chertrum - 50 Chertrum - 1 Ngultrum | Sedler i omløb: - 5 Ngultrum - 10 Ngultrum - 20 Ngultrum - 50 Ngultrum - 100 Ngultrum - 500 Ngultrum |

| Artikelstump | Spire Denne artikel om penge eller valuta er en spire som bør udbygges. Du er velkommen til at hjælpe Wikipedia ved at udvide den. |